# Isòtops del vanadi
El vanadi (V) natural presenta un isòtop estable el 51V i un de radioactiu el 50V amb un període de semidesintegració de 1.5×1017 anys. S'han caracteritzat 24 radioisòtops (que varien en nombre màssic de 40 a 65, sent el més estable el 49V amb un període de semidesintegració de 330 dies, i el 48V amb un període de semidesintegració de 15.9735 dies. Tota la resta d'isòtops radioactius tenen períodes de semidesintegració de menys d'una hora, la majoria d'ells per sota dels 10 segons. En quatre isòtops s'han trobat estats metaestables excitats (incloent-hi els dos estats metaestables del 60V).
La forma de desintegració primària abans de l'isòtop estable més abundant, el 51V, és la captura electrònica. La següent forma és l'emissió beta. El producte primari de la desintegració abans del 51V són isòtops de l'element 22 (titani) i el producte primari de la desintegració després són isòtops de l'element 24 (crom).

Massa atòmica estàndard: 50.9415(1) u

## Taula
| Símbol del núclid | Z(p)                | N(n)                | massa isotòpica(u)  | període de semidesintegració | Espín nuclear | composició isotòpics representativa (fracció molar) | rang de variació natural (fracció molar) |
| Símbol del núclid | energia d'excitació | energia d'excitació | energia d'excitació | període de semidesintegració | Espín nuclear | composició isotòpics representativa (fracció molar) | rang de variació natural (fracció molar) |
| ----------------- | ------------------- | ------------------- | ------------------- | ---------------------------- | ------------- | --------------------------------------------------- | ---------------------------------------- |
| 40V               | 23                  | 17                  | 40.01109(54)#       |                              | 2-#           |                                                     |                                          |
| 41V               | 23                  | 18                  | 40.99978(22)#       |                              | 7/2-#         |                                                     |                                          |
| 42V               | 23                  | 19                  | 41.99123(21)#       | <55 ns                       | 2-#           |                                                     |                                          |
| 43V               | 23                  | 20                  | 42.98065(25)#       | 80# ms                       | 7/2-#         |                                                     |                                          |
| 44V               | 23                  | 21                  | 43.97411(13)        | 111(7) ms                    | (2+)          |                                                     |                                          |
| 44mV              | 270(100)# keV       | 270(100)# keV       | 270(100)# keV       | 150(3) ms                    | (6+)          |                                                     |                                          |
| 45V               | 23                  | 22                  | 44.965776(18)       | 547(6) ms                    | 7/2-          |                                                     |                                          |
| 46V               | 23                  | 23                  | 45.9602005(11)      | 422.50(11) ms                | 0+            |                                                     |                                          |
| 46mV              | 801.46(10) keV      | 801.46(10) keV      | 801.46(10) keV      | 1.02(7) ms                   | 3+            |                                                     |                                          |
| 47V               | 23                  | 24                  | 46.9549089(9)       | 32.6(3) min                  | 3/2-          |                                                     |                                          |
| 48V               | 23                  | 25                  | 47.9522537(27)      | 15.9735(25) d                | 4+            |                                                     |                                          |
| 49V               | 23                  | 26                  | 48.9485161(12)      | 329(3) d                     | 7/2-          |                                                     |                                          |
| 50V               | 23                  | 27                  | 49.9471585(11)      | 1.4(4)×1017 a                | 6+            | 0.00250(4)                                          | 0.002487-0.002502                        |
| 51V               | 23                  | 28                  | 50.9439595(11)      | ESTABLE                      | 7/2-          | 0.99750(4)                                          | 0.997498-0.997513                        |
| 52V               | 23                  | 29                  | 51.9447755(11)      | 3.743(5) min                 | 3+            |                                                     |                                          |
| 53V               | 23                  | 30                  | 52.944338(3)        | 1.60(4) min                  | 7/2-          |                                                     |                                          |
| 54V               | 23                  | 31                  | 53.946440(16)       | 49.8(5) s                    | 3+            |                                                     |                                          |
| 54mV              | 108(3) keV          | 108(3) keV          | 108(3) keV          | 900(500) ns                  | (5+)          |                                                     |                                          |
| 55V               | 23                  | 32                  | 54.94723(11)        | 6.54(15) s                   | (7/2-)#       |                                                     |                                          |
| 56V               | 23                  | 33                  | 55.95053(22)        | 216(4) ms                    | (1+)          |                                                     |                                          |
| 57V               | 23                  | 34                  | 56.95256(25)        | 0.35(1) s                    | (3/2-)        |                                                     |                                          |
| 58V               | 23                  | 35                  | 57.95683(27)        | 191(8) ms                    | 3+#           |                                                     |                                          |
| 59V               | 23                  | 36                  | 58.96021(33)        | 75(7) ms                     | 7/2-#         |                                                     |                                          |
| 60V               | 23                  | 37                  | 59.96503(51)        | 122(18) ms                   | 3+#           |                                                     |                                          |
| 60m1V             | 0(150)# keV         | 0(150)# keV         | 0(150)# keV         | 40(15) ms                    | 1+#           |                                                     |                                          |
| 60m2V             | 101(1) keV          | 101(1) keV          | 101(1) keV          | >400 ns                      |               |                                                     |                                          |
| 61V               | 23                  | 38                  | 60.96848(43)#       | 47.0(12) ms                  | 7/2-#         |                                                     |                                          |
| 62V               | 23                  | 39                  | 61.97378(54)#       | 33.5(20) ms                  | 3+#           |                                                     |                                          |
| 63V               | 23                  | 40                  | 62.97755(64)#       | 17(3) ms                     | (7/2-)#       |                                                     |                                          |
| 64V               | 23                  | 41                  | 63.98347(75)#       | 10# ms [>300 ns]             |               |                                                     |                                          |
| 65V               | 23                  | 42                  | 64.98792(86)#       | 10# ms                       | 5/2-#         |                                                     |                                          |